# Chien de garde
Pour les articles homonymes, voir Chien de garde (homonymie).

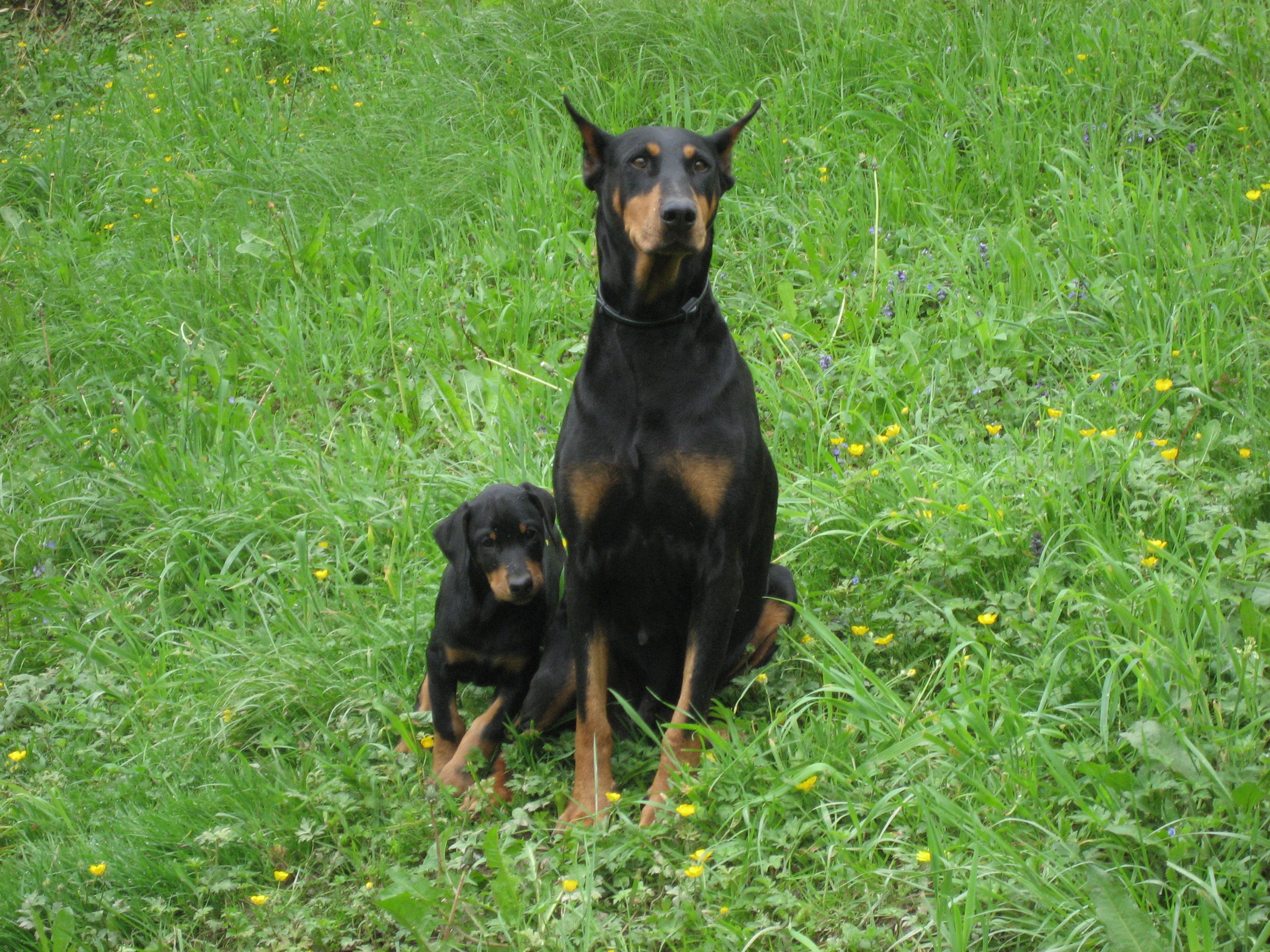
Un doberman.

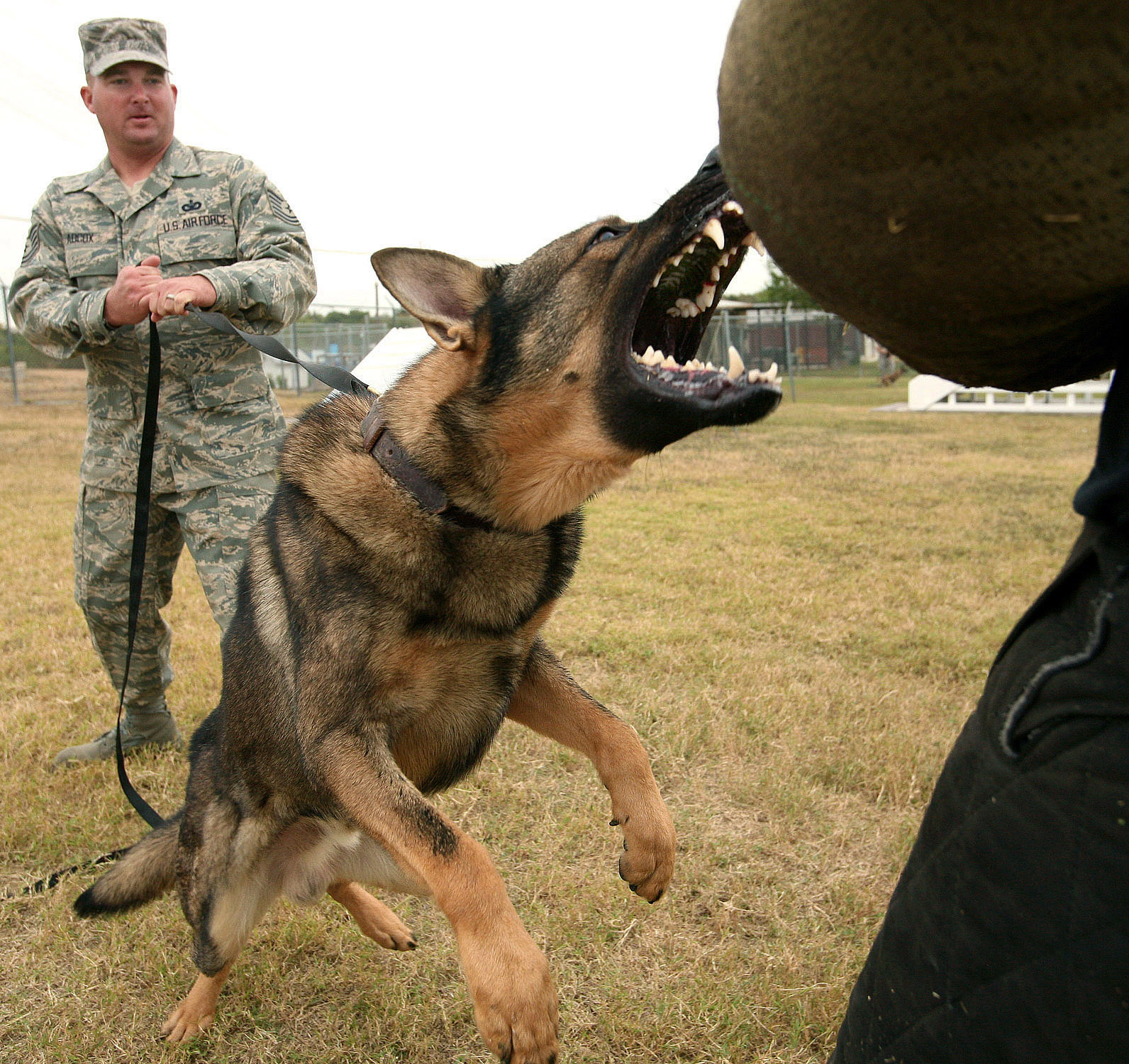
Un chien de garde très répandu, le berger allemand de travail, ici en utilisation par l'US Air Force.

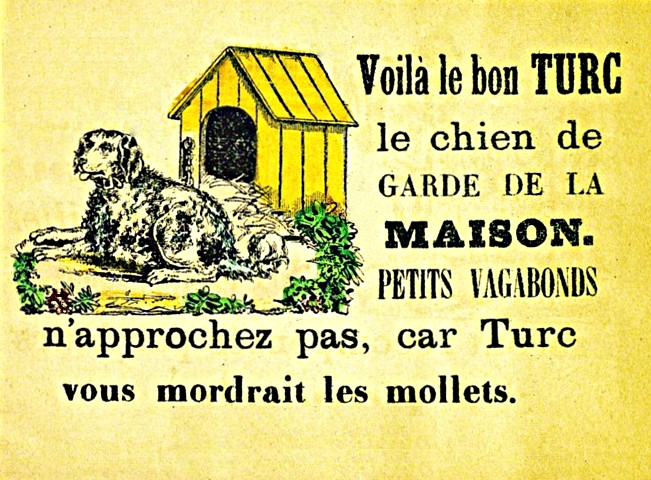
Au XIXe siècle, l'alphabet des enfants sages disait l'animal présent dans de nombreuses fermes d'importance en France.

Un chien de garde est un type de chien spécialement dressé — ou bien soigneusement sélectionné — pour interdire l'accès à un lieu. Il remplit une fonction proche d'un chien de protection du bétail.

## Aspects zoologiques
Les grands chiens de berger comme le berger allemand, le berger d'Asie centrale, les bergers belges (malinois, tervuren, groenendael et laekenois), le berger de Beauce, les dogues, le doberman, le rottweiler, etc. sont souvent reconnus pour ce genre d'aptitude.

## Histoire
Des fouilles archéologiques effectuées à Pompéi, une cité ensevelie en 79 par une éruption du Vésuve, ont mis au jour des mosaïques représentant des chiens de garde menaçants à l'entrée de plusieurs villas, visant à dissuader les intrus d'y pénétrer. La plus célèbre de ces mosaïques, retrouvée dans la maison du Poète tragique (en), est accompagnée de l'inscription Cave canem (du latin que l'on peut traduire « Attention au chien »). Il semble que l'usage du chien de garde était courant dans toute la Rome antique, puisqu'on a trouvé des mosaïques similaires ailleurs dans l'Empire. Pétrone, l'écrivain latin du Ier siècle, y fait référence dans le Festin chez Trimalcion, récit présent dans son roman le Satyricon, lorsque le narrateur Encolpe pénètre dans la demeure de Trimalcion et se fait surprendre par une telle mosaïque qu'il prend pour un vrai chien de garde.
Les chiens de garde réapparaissent plus tard dans l'histoire, à Saint-Malo au Moyen Âge, avec les « chiens du guet », ces dogues que l'on lâchait la nuit pour protéger la ville.

## Aspects juridiques

### En France
La détention de certains chiens considérés sous l'angle de leur niveau de dangerosité est règlementée par le Code rural.
L'utilisation de certaines races est régie par la loi du 5 mars 2007 sur la prévention de la délinquance (art. 25-26).

## Philosophie politique
Les « chiens de garde du capitalisme » sont, chez Marx et les marxistes, les personnes qui ont pour fonction dans la société, sans même qu'elles s'en rendent compte, de protéger la survie du capitalisme et de protéger la bourgeoisie en tant que classe sociale qui exploite le prolétariat.
Sont des chiens de garde du capitalisme, notamment, les hauts fonctionnaires, les prêtres de toutes les religions, les juges, les policiers et gendarmes, les surveillants de prison, les dirigeants des principales entreprises publiques, les dirigeants des principaux médias publics ou privés, etc.